# Javier Eraso
Javier Eraso Goñi (Pamplona, 22 de março de 1990) é um futebolista profissional espanhol que atua como meia.

## Carreira
Javier Eraso começou a carreira no Athletic Bilbao.

## Títulos
Supercopa da Espanha de 2015